# خلنج وو
خلنج وو (بالإنجليزية: Erica Wu) هي لاعبة تنس الطاولة أمريكية، ولدت في 15 مايو 1996 في أركاديا في الولايات المتحدة.

## وصلات خارجية
- خلنج وو على موقع أوليمبيديا (الإنجليزية)
- خلنج وو على موقع اللجنة الأولمبية والبارالمبية الأمريكية (الإنجليزية)